# Saurupt
Saurupt est un quartier situé au sud du territoire communal de Nancy, réputé pour certaines de ses habitations de style École de Nancy, branche de l'Art nouveau. Les habitations furent construites au début du XXe siècle, grâce à l'un des premiers projets de lotissement de la ville, dénommé « parc de Saurupt » et situé dans la partie sud-ouest du quartier. Saurupt abrite une résidence universitaire gérée par le Crous, et anciennement l'École des mines.

## Géographie

### Situation
Saurupt est placé au sud de la ville de Nancy. Il est classiquement délimité par le boulevard Georges-Clemenceau à l'ouest, l'avenue du Général-Leclerc au nord, le quai de la Bataille à l'est. Au sud, la rue de Nabécor et la rue du Maréchal-Oudinot marquent la frontière entre le quartier et la commune de Vandœuvre-lès-Nancy.

## Toponymie
Le nom de la localité est attesté sous les formes Soiruy en 1312, Soirui-davant-Nancey en 1366, Soiru en 1490, Sorroy en 1532, Bois de Solru en 1548, Saulruy en 1553, Solruys, Sorux, Solrux en 1574, Sorup en 1577, Xaulru en 1592, Soru en 1600, Solrup-lès-Nancy en 1618, Solrupt en 1782.
Il s'agit d'un type toponymique en -rupt, graphie tardive erronée pour rui, ru « ruisseau ».
Saurupt signifierait étymologiquement « ruisseau des saules ». Cette hypothèse est contredite par les formes anciennes puisque le premier élément est Soi-/ So- jusqu'au XVIe siècle, c'est par la suite qu'une attraction du mot saule s'est peut-être exercée, sous la forme saus « genre de saule » (issue ultimement du latin salix, salicis cf. saule marsault) et saule (issue du germanique occidental *salh > vieux saxon, vieux bas francique *salha, vieux haut allemand salaha > allemand Sal[weide]). En réalité, Soi- / So- représente vraisemblablement un nom de personne.[Interprétation personnelle ?]

## Historique

### Les origines
Saurupt est à l'origine un lieu-dit situé à l'écart de Nancy près du ruisseau de Nabécor. Il s'y trouvait un petit bois, avant-poste de la forêt de Haye. Un épisode de la bataille de Nancy s'y déroula en 1477. Dès le XVIe siècle, l'endroit devient un lieu de détente privilégié de la famille ducale qui y reconstruit un château, lequel sera en grande partie détruit à la Révolution.

### Le parc de Saurupt
En 1898, le domaine de Saurupt est légué aux Hospices de Nancy à la mort de son dernier propriétaire, Alfred Hinzelin. Sa veuve obtient finalement de conserver la propriété, mais elle est bientôt contrainte de se séparer d'une grande partie des terrains pour préserver le château. Son nouveau mari, Jules Villard, se lance alors dans la création d'un ambitieux lotissement de villas : le parc de Saurupt.
À la fin du XIXe siècle, et particulièrement après 1870, le spectaculaire essor démographique de Nancy, consécutif à l'annexion de l'Alsace-Moselle, est à l'origine d'une grave crise du logement. La population, qui reste essentiellement concentrée dans les limites de la ville fixées au XVIIIe siècle, s'entasse dans des quartiers délabrés du centre. Démissionnaire dans le développement urbain, la municipalité laisse à la seule initiative des propriétaires privés le percement des rues, limitant son intervention à l'aménagement d'équipements collectifs. C'est dans cette expérience urbanistique et architecturale privée que s'inscrit la création du parc de Saurupt.
Le concept de la cité-jardin en lisière de ville et destinée à une population aisée s'inspire du modèle anglais et de l'exemple français du lotissement du Vésinet près de Saint-Germain-en-Laye.
Jules Villard fait appel aux meilleurs représentants locaux de l'Art nouveau, notamment Émile André et Henri Gutton, membres de l'École de Nancy, pour la mise en œuvre du projet qui est lancé en 1901. Le parc comporte 88 propriétés sur 18 hectares, il est fermé par des grilles majestueuses (la grille d'entrée est aujourd'hui remontée dans le square Jules-Dorget) et gardé par un concierge.
L'entreprise ne remporte pas le succès escompté, et en 1906 seules six villas sont construites, dans la partie nord du domaine. Le projet est alors modifié pour satisfaire une clientèle plus modeste, et toute une partie du parc est redessinée pour accueillir des maisons mitoyennes, alors que les rues sont intégrées au réseau municipal et les grilles de Louis Majorelle sont déposées vers 1910. Le parc connaîtra dès lors un relatif succès et sera achevé dans les années 1930, l'Art déco ayant pris le relais de l'Art nouveau.
En 1918, le château de Saurupt est légué à la ville qui le démolit en 1936 pour édifier un orphelinat, et finalement l'École des Mines en 1955.
Malgré les vicissitudes de son développement, et notamment la destruction très controversée de la villa-témoin à l'entrée du lotissement en 1974, le parc offre un aperçu de l'architecture bourgeoise à Nancy au début du XXe siècle.
On peut entre autres y trouver :
| Édifice                 | Date      | Adresse                                                          | Architectes                                                   | Monument historique | Monument historique                                        | Monument historique    | Photographie |
| Édifice                 | Date      | Adresse                                                          | Architectes                                                   | Date                | Protection                                                 | no notice base Mérimée | Photographie |
| ----------------------- | --------- | ---------------------------------------------------------------- | ------------------------------------------------------------- | ------------------- | ---------------------------------------------------------- | ---------------------- | ------------ |
| Loge du concierge       | 1902-1903 | 2 rue des Brice                                                  | Émile André, Henri Gutton agrandissement par Joseph Hornecker | 1976                | enquête pour l'inventaire général                          | IA54000085             |              |
| Loge du concierge       | 1902-1903 | 2 rue des Brice                                                  | Émile André, Henri Gutton agrandissement par Joseph Hornecker | 4 mai 1994          | inscrit (façades et toitures)                              | PA00132626             |              |
| Villa Les Glycines      | 1902-1904 | 5 rue des Brice                                                  | Émile André                                                   | 25 février 1994     | inscrit (écuries et porche)                                | PA00132627             |              |
| Villa Les Glycines      | 1902-1904 | 5 rue des Brice                                                  | Émile André                                                   | 18 juillet 1996     | classé (villa, y compris le mur d'enceinte et ses grilles) | PA00132627             |              |
| Villa Marguerite        | 1903-1904 | 3 rue du Colonel-Renard                                          | Henri Gutton et Joseph Hornecker                              | 4 mai 1994          | inscrit (façades, toiture et grilles de clôture)           | PA00132629             |              |
| Villa Lang              | 1905-1906 | 1 boulevard Georges-Clemenceau                                   | Lucien Weissenburger                                          | 4 mai 1994          | inscrit (façades, toitures et clôture)                     | PA00132636             |              |
| Villa Fruhinsholz       | 1908-1910 | 77 avenue du Général-Leclerc                                     | Léon Cayotte                                                  | 30 mars 1992        | inscrit                                                    | PA00106454             |              |
| Maison Le Jeune         | 1902      | 30 rue du Sergent-Blandan                                        | Émile André                                                   | 4 février 1988      | inscrit (clôture, garage, façades et toitures)             | PA00106302             |              |
| Maison Geschwindenhamer | 1905      | 6 ter quai de la Bataille                                        | Henri Gutton et Joseph Hornecker                              | 25 février 1994     | inscrit                                                    | PA00132625             |              |
| Villa Les Cigognes      | 1923-1924 | rond-point Marguerite de Lorraine et 27 rue du Général-Clinchant | Charles Masson                                                |                     | non inscrit                                                |                        |              |
| Villa Les Roches        | 1902-1904 | 6 rue des Brice                                                  | Émile André                                                   | 1992                | enquête pour l'inventaire général                          | IA54000087             |              |
| nombreuses Maisons      | env. 1910 | rue du Maréchal-Gérard                                           | César Pain Louis Déon E. Gény ...                             |                     | non inscrit                                                |                        |              |

## Apparitions au cinéma
Du 18 juin au 11 juillet 2007, un tournage s'est déroulé dans la villa Les Cigognes avec Kristin Scott Thomas et Elsa Zylberstein, pour le film Il y a longtemps que je t'aime, de Philippe Claudel, originaire de Dombasle. Quelques scènes ont également été enregistrées dans les rues proches, ainsi qu'au parc Sainte-Marie, ce qui a engendré un peu d'animation avec les mouvements de l'équipe de tournage et les véhicules lourds stationnés autour du rond-point Marguerite de Lorraine. Le film est sorti sur grand écran le 19 mars 2008.